# Can Roca de la Pedrissa
Can Roca de la Pedrissa és una masia d'Igualada (Anoia) protegida com a Bé Cultural d'Interès Local.

## Descripció
Masia catalana de l'edat mitjana que destaca per la forma acastellada que pren el mur de pedra i també la torre quadrangular. Està formada per dos cossos enganxats, la casa pròpiament dita i la resta de dependències com són la torre afegida posteriorment, la capella i d'altres. Malgrat haver sofert diverses intervencions arquitectòniques a fi d'adaptar les diferents dependencies a la vida actual, el conjunt no ha perdut el seu caràcter original.